# Essam El-Gindy
Essam El-Ghindy ou El Gindy est un joueur d'échecs égyptien, né le 14 juillet 1966 au Caire.
Au 1er septembre 2019, Essam El-Ghindy est le sixième joueur égyptien avec un classement Elo de 2 431 points.

## Carrière aux échecs
Grand maître international depuis 2008, El-Gindy a remporté cinq fois le championnat d'Afrique (en 2003.
Il a représenté l'Égypte lors des olympiades de 1996, 1998 et 2014. 

### Championnats du monde FIDE et coupes du monde
El-Gindy a participé au Championnat du monde de la Fédération internationale des échecs 1999 au Championnat du monde de la Fédération internationale des échecs 2004, à la coupe du monde d'échecs en 2007, 2009, 2011, 2013 et 2017 (éliminé à chaque fois au premier tour).